# Jimmy Carl Black
Jimmy Carl Black (1 de febrero de 1938 - 1 de noviembre de 2008), nacido como James Carl Inkanish, Jr., fue un baterista y vocalista de The Mothers of Invention.

## Carrera

### Años 60 - 90
Nacido en El Paso, Texas, Black era de herencia mixta nativa-americana, de origen Cheyenne. Su frase característica era «Hola chicos y chicas, soy Jimmy Carl Black, y yo soy el indio del grupo». La frase puede ser escuchada varias veces en el álbum "We’re Only in It for the Money" de The Mothers of Invention (por ejemplo, en las canciones "Are You Hung Up?" y "Concentration Moon"). Ha sido acreditado en algunos de los álbumes de The Mothers of Invention como ejecutor de «batería, voces, y pobreza».
Apareció en la película dirigida por Frank Zappa, 200 Motels, cantando la canción "Lonesome Cowboy Burt". Black también hizo algunas apariciones con Zappa entre 1975 y 1980, así como también apareció como vocalista invitado en el tema  "Harder Than Your Husband"  del álbum You Are What You Is (1981). El mismo año interpretó la misma canción en la discoteca Aladdin, Oasen, Noruega, como parte de The Grandmothers, después de la publicación  del álbum Grandmothers (1980), una antología de grabaciones anteriores inéditas realizada por exmiembros de The Mothers of Invention.

Jimmy Carl Black sobre Frank Zappaː

Yo le he dicho que he apreciado mucho su amistad a través de los años y que he aprendido mucho de él.
Realmente me encantó Frank,
igual que lo hace un hermano.

En 1972 tocó con Geronimo Black, la banda que fundó con el instrumentista de viento de The Mothers, Bunk Gardner. En el verano de 1975 tocó la batería con Captain Beefheart & The Magic Band con el nombre artístico de Indian Ink, sobre todo en la aparición de la banda en el Festival de Knebworth. En los años ochenta Jimmy, Bunk y Don Preston actuaron bajo el nombre de "The Grandmothers", junto con un montón de otros ex-músicos de Zappa, pero la banda pronto se disolvió. Entonces Jimmy se trasladó a Austin, Texas, donde se reunió con el cantante inglés Arthur Brown. El dúo grabó un álbum de canciones clásicas de R&B, Black, Brown and Blue, y actuaron en vivo juntos.
En 1993 Jimmy se trasladó a Europa, donde reformó The Grandmothers con los miembros originales Don y Bunk, con el bajista holandés Ener Bladezipper (nombre artístico de René Mesritz) y con el guitarrista italiano Sandro Oliva.

### Años 90 - 2008
Black actuó como vocalista invitado con el grupo Muffin Hombres, una banda tributo a Frank Zappa de Liverpool, Inglaterra, y con Jon Larsen, en el surrealista proyecto Strange News From Mars, presentando algunos otros alumni de Zappa, como Tommy Mars, Bruce Fowler y Arthur Barrow.
En 2001 en la ceremonia de introducción de Steely Dan en el Salón de la Fama del Rock and Roll, Walter Becker preguntó a los asistentes si recordaban quién era el batería original de The Mothers of Invention. Becker ha presionado sin éxito al Salón de la Fama del Rock and Roll para la inclusión de Black como miembro fundador de The Mothers of Invention.
Una producción de audio autobiográfica con Jimmy Carl Black fue grabada en 2007, llamada The Jimmy Carl Black Story, producida por Jon Larsen.
A Black se le diagnosticó cáncer de pulmón en agosto de 2008, y murió el 1 de noviembre de ese año en Siegsdorf, Alemania. Los funerales se celebraron el 9 de noviembre en el Bridgehouse II de Londres y el 7 de diciembre en el Valle de Corona, California. Dejó a Monika, tres hijos y dos hijas.
En 2013, se estrenó el documental Where's the Beer ans When do we get Paid? sobre Black se estrenó en Alemania. La autobiografía de Black, For Mother's Sake (Para el bien de la madre), se publicó por la viuda el 1 de noviembre de 2013 para conmemorar el quinto aniversario de su muerte. El manuscrito incompleto se completó usando material biográfico publicado en la página web de Black, así como de extractos de entrevistas que había concedido.

## Cronología de banda
- Them 3 Guys (1959–60)
- The Keys (1960–2)
- The Squires (1963–64)
- Soul Giants (1964–65)
- The Mothers of Invention (with Frank Zappa, 1965–1969)
- Geronimo Black (1969–70 & 1971–73)
- Mesilla Valley Lo boys (1974–77), Captain Beefheart & the Magic Band (1975)
- Big Sonny & The Lo Boys (1977–79)
- The Grandmothers (1980–2)
- Captain Glasspack & his Magic Mufflers (1982–83)
- Pound for Pound, Junior Franklin & The Golden Echoes, Rhythm Rats (1983–85)
- Jimmy Carl Black and the Mannish Boys (1985/6–1987/8)
- (Austin) Grandmothers (1988–1992)
- The Jack & Jim Show (with Eugene Chadbourne, 1993–5, 2001–8)
- Grandmothers (1993-4, 1998, 2000)
- The Farrell and Black Band (1995–2006)
- Muffin Men (1993, 1995–2008)
- Sandro Oliva & the Blue Pampurio's, X-Tra Combo, Behind The Mirror, Boogie Stuff, Cosmik Debris, Mick Pini Band, Jimmy Carl Black Band, Tempest Quartet, Happy Metal Band, etc. (1996–2008)

## Discografía

### Solo
- Clearly Classic (1981)[7]
- A Lil' Dab'l Do Ya (1987) − as Jimmy Carl Black & Mannish Boys
- Brown, Black & Blue (1988) − as Arthur Brown and Jimmy Carl Black
- When Do We Get Paid? (1998)
- Drummin' the Blues (2001)
- Is Singin' the Blues (2002)
- Hamburger Midnight (2002) − as BEP (Jimmy Carl Black, Roy Estrada and Mike Pini)
- Mercedes Benz (2003) − as Jimmy Carl Black & the X-Tra Combo
- Indian Rock Songs from Jimmy Carl Black (2005) − live album
- How Blue Can You Get? (2006)
- Where's the $%&#@ Beer? (2008)
- I Just Got in from Texas (2008) − as Chris Holzhaus, Jimmy Carl Black & Louis Terrazas
- Can I Borrow a Couple of Bucks Until the end of the Week? (2008)
- I'm Not Living Very Extravagantly, I'll Tell You for Sure... (2008)
- Where's My Waitress? (2008)
- If We'd All Been Living in California... (2008)
- Freedom Jazz Dance – Jimmy Carl Black (2008) – (Jimmy Carl Black, Valentina Black Archivado el 1 de mayo de 2016 en Wayback Machine., Bruno Marini, Daniele D'Agaro, Cristina Mazza)
- Black/Brown/Stone (2009) − as Jimmy Carl Black, Steven De Bruyn & Jos Steen
- Live All-Stars (2009) − live album − as Jimmy Carl Black & the Route 66 All-Star Blues Band
- More Rockin' Blues (2009) − as Jimmy Carl Black & the Route 66 All-Star Blues Band
- Live in Steinbach (2009) − live album − as Jimmy Carl Black, Mick Pini & Uwe Jesdinsky

### The Mothers of Invention
- Freak Out! (1966)
- Absolutely Free (1967)
- We're Only in It for the Money (1967)
- Cruising with Ruben & the Jets (1968)
- Uncle Meat (1969)
- Mothermania (1969) − compilation
- Burnt Weeny Sandwich (1970)
- Weasels Ripped My Flesh (1970)
- Ahead of Their Time (1993)

### Frank Zappa
- Lumpy Gravy (1967)
- 200 Motels (1971)
- Confidential (1974) − live album
- Remington Electric Razor (1980) − live album
- You Are What You Is (1981)
- The Supplement Tape (1990) − compilation
- Tis the Season to Be Jelly (1991) − live album
- The Ark (1991) − live album
- Our Man in Nirvana (1992) − live album
- Electric Aunt Jemima (1992) − live album
- Lost Episodes (1996) − compilation
- Cheap Thrills (1998) − compilation

### Otros
- Permanent Damage (The GTOs, 1969)
- Geronimo Black (Geronimo Black, 1972)
- Grandmothers (The Grandmothers, 1980) – an anthology of previously unreleased recordings by ex-members of The Mothers of Invention (Rhino Records)[4]
- In Heat (Big Sonny and the Lo Boys, 1979)
- Welcome Back (Geronimo Black, 1980)
- The Highway Cafe of the Damned (Austin Lounge Lizards, 1988)
- Locked in a Dutch Coffeeshop (Eugene Chadbourne, 1993)
- Dreams on Long Play (The Grandmothers, 1993)
- With My Favorite "Vegetables" & Other Bizarre Muzik (Ant-Bee, 1994)
- Vile Foamy Ectoplasm (Don Preston, 1994)
- Who Could Imagine? (The Grandmothers, 1994)
- Who The F**k Is Sandro Oliva??!? (Sandro Oliva, 1994)
- A Mother of an Anthology (The Grandmothers, 1995)
- Pachuco Cadaver (Eugene Chadbourne, 1995)
- Jesse Helms Busted with Pornography (Eugene Chadbourne, 1996)
- Uncle Jimmy's Master Plan (Eugene Chadbourne, 1996)
- Chadbourne Barber Shop (Eugene Chadbourne, 1996)
- Frankincense: The Muffin Men Play Frank Zappa (The Muffin Men, 1998)
- Lunar Muzik (Ant-Bee, 1998)
- Eating the Astoria (The Grandmothers, 2000)
- Communication Is Overrated (Eugene Chadbourne, 2000)
- 2001: A Spaced Odyssey (Eugene Chadbourne, 2001)
- The Taste of the Leftovers (Eugene Chadbourne, 2001)
- The Perfect C&W Duo's Tribute to Jesse Helms (Eugene Chadbourne, 2001)
- The Early Years (Eugene Chadbourne, 2001)
- The Jack & Jim Show- 2001: A Spaced Odyssey (Eugene Chadbourne, 2001)
- The Eternal Question (The Grandmothers, 2001)
- Roland Kirk Memorial Barbecue (Blind Riders on Mad Horses, 2004)
- The First Album (Ella Guru, 2004) (sings on the last two tracks)
- Heavy Lightining (Sandro Oliva, 2005)
- Strange News From Mars (Jon Larsen, 2007)
- The Jimmy Carl Black Story (Jon Larsen, 2008)[8]
- People with Purpose (Wizards of Twiddly, 2010)
- Electronic Church Muzik (Ant-Bee, 2011)

allmusic.com 